# Weekends (Skrillex-Lied)
Weekends (Eigenschreibweise: WEEKENDS!!!) ist ein Lied des US-amerikanischen Dubstep-Produzenten Skrillex gemeinsam mit der Rapperin Sirah.

## Entstehung
Das von Moore und Sirah selbst geschriebene Lied erschien erstmals am 7. Juni 2010 als Teil der Skrillex-EP My Name Is Skrillex. Am 8. November 2010 erschien es als Download-Single durch Atlantic Records und Big Beat Records.

## Charts und Chartplatzierungen
Weekends stieg am 2. März 2012 auf Rang 100 der deutschen Singlecharts ein und platzierte sich eine Woche in den Charts. Das Lied avancierte für beide Interpreten zum ersten Charthit in Deutschland. Darüber hinaus erreichte die Single Rang 93 der kanadischen Charts.
| ChartsChartplatzierungen | Höchstplatzierung | Wochen |
| ------------------------ | ----------------- | ------ |
| Deutschland (GfK)        | 100 (1 Wo.)       | 1      |